# Copa Libertadores da América de Futebol Feminino de 2012
A Copa Libertadores de Futebol Feminino de 2012 foi a quarta edição da competição organizada pela Confederação Sul-Americana de Futebol (CONMEBOL). Aconteceu entre 15 e 25 de novembro e foi realizada pela primeira vez fora do estado de São Paulo, desta vez em Pernambuco, nas cidades de Recife, Caruaru e Vitória de Santo Antão.

## Equipes participantes
Estas foram as equipes participantes:
| Associação | Equipe                 | Classificado por                          |
| ---------- | ---------------------- | ----------------------------------------- |
| CONMEBOL   | São José-SP            | Campeã da Libertadores Feminina de 2011   |
| CONMEBOL   | Vitória das Tabocas    | Representante do país anfitrião           |
| Argentina  | Boca Juniors           | Campeã do Campeonato Argentino de 2011/12 |
| Bolívia    | Universidad Santa Cruz | Campeã do Campeonato Boliviano de 2012    |
| Brasil     | Foz Cataratas          | Campeã da Copa do Brasil de 2011          |
| Chile      | Colo-Colo              | Campeã do Campeonato Chileno de 2011      |
| Colômbia   | Formas Íntimas         | Vencedor da partida de classificação      |
| Equador    | Deportivo Quito        | Campeã do Campeonato Equatoriano de 2012  |
| Paraguai   | Universidad Autónoma   | Campeã do Campeonato Paraguaio de 2011    |
| Peru       | Sport Girls            | Campeã do Campeonato Peruano de 2012      |
| Uruguai    | Nacional               | Campeã do Campeonato Uruguaio de 2011     |
| Venezuela  | Caracas                | Campeã do Campeonato Venezuelano de 2012  |

## Sedes
| Recife               | Caruaru                      | Vitória de Santo Antão |
| -------------------- | ---------------------------- | ---------------------- |
| Estádio dos Aflitos  | Estádio Luiz José de Lacerda | Estádio Carneirão      |
| Capacidade: 19 800   | Capacidade: 19 584           | Capacidade: 10 000     |
| Estádio dos Aflitos. | Estádio Lacerdão.            |                        |

## Primeira fase
|  | Equipes classificadas para a fase final |
|  | Melhor segundo colocado                 |
|  | Equipes eliminadas                      |

As partidas da primeira fase foram disputadas entre 15 e 21 de novembro. Na primeira fase, as 12 equipes foram divididas em três grupos com quatro equipes cada. Se classificaram para as semifinais as três equipes primeiras colocadas de cada grupo e a melhor equipe segunda colocada de todos os grupos.
Em 10 de outubro, a CONMEBOL divulgou a divisão dos grupos e a lista de partidas da primeira fase.
Todas as partidas estão no horário local (UTC−3).

### Grupo A
| Equipe                 | Pts | J | V | E | D | GP | GC | SG  |
| ---------------------- | --- | - | - | - | - | -- | -- | --- |
| Foz Cataratas          | 9   | 3 | 3 | 0 | 0 | 12 | 4  | +8  |
| LDU Quito              | 6   | 3 | 2 | 0 | 1 | 7  | 7  | 0   |
| Formas Íntimas         | 3   | 3 | 1 | 0 | 2 | 8  | 6  | +2  |
| Universidad Santa Cruz | 0   | 3 | 0 | 0 | 3 | 4  | 14 | –10 |

|                        | FCA | USC | LDU | FOI |
| ---------------------- | --- | --- | --- | --- |
| Foz Cataratas          | —   | 5–1 | 4–1 | 3–2 |
| Universidad Santa Cruz | 1–5 | —   | 2–4 | 1–5 |
| Deportivo Quito        | 1–4 | 4–2 | —   | 2–1 |
| Formas Íntimas         | 2–3 | 5–1 | 1–2 | —   |

### Grupo B
| Equipe       | Pts | J | V | E | D | GP | GC | SG  |
| ------------ | --- | - | - | - | - | -- | -- | --- |
| São José-SP  | 7   | 3 | 2 | 1 | 0 | 10 | 1  | +9  |
| Boca Juniors | 7   | 3 | 2 | 1 | 0 | 7  | 4  | +3  |
| Caracas      | 3   | 3 | 1 | 0 | 2 | 3  | 3  | 0   |
| Nacional     | 0   | 3 | 0 | 0 | 3 | 2  | 14 | –12 |

|              | SJO | NAC | BOC | CAR |
| ------------ | --- | --- | --- | --- |
| São José     | —   | 8–0 | 1–1 | 1–0 |
| Nacional     | 0–8 | —   | 2–4 | 0–2 |
| Boca Juniors | 1–1 | 4–2 | —   | 2–1 |
| Caracas      | 0–1 | 2–0 | 1–2 | —   |

### Grupo C
| Equipe               | Pts | J | V | E | D | GP | GC | SG  |
| -------------------- | --- | - | - | - | - | -- | -- | --- |
| Vitória das Tabocas  | 7   | 3 | 2 | 1 | 0 | 13 | 1  | +12 |
| Colo-Colo            | 7   | 3 | 2 | 1 | 0 | 14 | 3  | +11 |
| Universidad Autónoma | 3   | 3 | 1 | 0 | 2 | 3  | 7  | -4  |
| Sport Girls          | 0   | 3 | 0 | 0 | 3 | 1  | 18 | –17 |

|                      | VIT | COL  | SGI  | UAA |
| -------------------- | --- | ---- | ---- | --- |
| Vitória das Tabocas  | —   | 1–1  | 8–0  | 4–0 |
| Colo Colo            | 1–1 | —    | 10–1 | 3–1 |
| Sport Girls          | 0–8 | 1–10 | —    | 0–2 |
| Universidad Autónoma | 0–4 | 1–3  | 2–0  | —   |

### Melhor segundo colocado
A equipe com melhor índice técnico entre as equipes segundo colocadas de todos os grupos avançou para as semifinais.
| Equipe          | Pts | J | V | E | D | GP | GC | SG  | Grupo |
| --------------- | --- | - | - | - | - | -- | -- | --- | ----- |
| Colo-Colo       | 7   | 3 | 2 | 1 | 0 | 14 | 3  | +11 | C     |
| Boca Juniors    | 7   | 3 | 2 | 1 | 0 | 7  | 4  | +3  | B     |
| Deportivo Quito | 6   | 3 | 2 | 0 | 1 | 7  | 7  | 0   | A     |

## Fase final
A fase final teve a seguinte composição:
|  | Semifinais                         | Semifinais                         |       |                                    | Final                              | Final |  |
|  |                                    |                                    |       |                                    |                                    |       |  |
|  | 23 de novembro - Estádio Carneirão |                                    |       |                                    |                                    |       |  |
|  | Foz Cataratas (pen)                | 1 (4)                              |       |                                    |                                    |       |  |
|  | São José-SP                        | 1 (3)                              |       |                                    |                                    |       |  |
|  |                                    |                                    |       |                                    |                                    |       |  |
|  |                                    |                                    |       |                                    | 25 de novembro - Estádio Carneirão |       |  |
|  |                                    |                                    |       |                                    | Foz Cataratas                      | 0 (2) |  |
|  |                                    | Colo-Colo (pen)                    | 0 (4) |                                    |                                    |       |  |
|  |                                    |                                    |       |                                    |                                    |       |  |
|  |                                    |                                    |       |                                    |                                    |       |  |
|  |                                    |                                    |       |                                    | Terceiro lugar                     |       |  |
|  | 23 de novembro - Estádio Carneirão | 23 de novembro - Estádio Carneirão |       | 25 de novembro - Estádio Carneirão | 25 de novembro - Estádio Carneirão |       |  |
|  | Colo-Colo                          | 4                                  |       | São José-SP                        | 1                                  |       |  |
|  | Vitória das Tabocas                | 3                                  |       |                                    | Vitória das Tabocas                | 0     |  |

### Semifinais
| 23 de novembro | Foz Cataratas      | 1 – 1 | São José-SP  | Estádio Carneirão, Vitória de Santo Antão |
| 20:00          | Andressa Alves 61' |       | Giovânia 74' |                                           |

|                                               |       | Penalidades                                  |  |
| Nenê Bia Andressa Alves Rilany Daiane Moretti | 4 – 3 | Francielle Cristiane Alana Danielle Gislaine |  |

| 23 de novembro | Colo-Colo                                       | 4 – 3 | Vitória das Tabocas     | Estádio Carneirão, Vitória de Santo Antão |
| 22:00          | Miku 5' · Araya 10' · Aedo 37' · Villamayor 78' |       | Chú 26' · Thaís 59' 77' |                                           |

### Terceiro lugar
| 25 de novembro | São José-SP   | 1 – 0 | Vitória das Tabocas | Estádio Carneirão, Vitória de Santo Antão |
| 19:00          | Cristiane 69' |       |                     |                                           |

### Final
| 25 de novembro | Foz Cataratas | 0 – 0 | Colo-Colo | Estádio Carneirão, Vitória de Santo Antão |
| 21:00          |               |       |           |                                           |

|                                |       | Penalidades                     |  |
| Nenê Bia Andressa Alves Rilany | 2 – 4 | Soto Francisca Araya Villamayor |  |

## Premiação
| Copa Libertadores da América Feminina de 2012 |
| Chile                                         |
| --------------------------------------------- |
| COLO-COLO Campeão (1º título)                 |

## Artilharia
| 8 gols (1) - BRA Cristiane (São José) 6 gols (1) - BRA Daiane Moretti (Foz Cataratas) 5 gols (2) - BRA Chú (Vitória) - BRA Thaís (Vitória) 4 gols (2) - BRA Andressa Alves (Foz Cataratas) - VEN Miku (Colo Colo) 3 gols (3) - ARG Banini (Colo Colo) - CHI Araya (Colo Colo) - ECU Mónica (Deportivo Quito) 2 gols (8) - ARG Manicler (Boca Juniors) - BRA Giovânia (São José) - CHI Villamayor (Colo Colo) - CHI Francisca (Colo Colo) - CHI Aedo (Colo Colo) - COL Paula (Formas Íntimas) | 2 gols (continuação) - COL Cuesta (Formas Íntimas) - VEN Karla (Caracas) 1 gol (37) - ARG Andrea (Boca Juniors) - ARG Eva (Boca Juniors) - ARG Soledad (Boca Juniors) - ARG Oviedo (Boca Juniors) - ARG Gómez (Boca Juniors) - BOL Erica (Universidad Santa Cruz) - BOL Janeth (Universidad Santa Cruz) - BOL Méndez (Universidad Santa Cruz) - BOL Moroni (Universidad Santa Cruz) - BRA Bruna (Foz Cataratas) - BRA Giovana (Foz Cataratas) - BRA Thaisa (Foz Cataratas) - BRA Alana (São José) - BRA Formiga (São José) - BRA Priscilinha (São José) - BRA Carol (Vitória) - BRA Cida (Vitória) - BRA Giovanna (Vitória) | 1 gol (continuação) - BRA Lili Bala (Vitória) - BRA Patricia (Vitória) - BRA Zizi (Vitória) - CHI Carla (Colo Colo) - CHI Quezada (Colo Colo) - COL Ospina (Formas Íntimas) - COL Jennifer (Formas Íntimas) - COL Andrade (Formas Íntimas) - COL Nayla (Formas Íntimas) - ECU Fabíola (Deportivo Quito) - ECU Gillians (Deportivo Quito) - ECU Jeannine (Deportivo Quito) - ECU Kerly (Deportivo Quito) - PAR Maria (Universidad Autónoma) - PAR Cuevas (Universidad Autónoma) - PAR Verónica (Universidad Autónoma) - PER Liliana (Sport Girls) - URU Florencia (Nacional) - URU Julia (Nacional) - VEN Bandres (Caracas) |